# Acyphoderes amoena
Acyphoderes amoena är en skalbaggsart som beskrevs av Chemsak och Linsley 1979. Acyphoderes amoena ingår i släktet Acyphoderes och familjen långhorningar. Inga underarter finns listade i Catalogue of Life.